# 마르틴 크노스프
마르틴 크노스프(독일어: Martin Knosp, 1959년 10월 7일~)는 독일의 전직 레슬링 선수이다.  서독 국가대표 선수로 활동했으며 1984년 하계 올림픽 자유형 웰터급 은메달을 획득했다. 또한 세계 선수권 대회에서 금메달 1개, 은메달 1개, 동메달 1개를 획득했고 유럽 선수권 대회에서 금메달 2개, 은메달 2개, 동메달 2개를 획득했다.

## 개인사
동생인 에른스트 크노스프 또한 레슬링 선수로 활동했다.